# Dong Jun
Dong Jun (chiń. 董军; pinyin Dǒng Jūn) – chiński admirał Marynarki Wojennej Chińskiej Armii Ludowo-Wyzwoleńczej (PLAN). Od września 2021 do grudnia 2023 roku był dowódcą PLAN 29 grudnia 2023 roku został mianowany 14. ministrem obrony narodowej. Zastąpił Li Shangfu, który został usunięty ze stanowiska w październiku 2023 roku. Dong jest pierwszym ministrem obrony z ramienia PLAN.

## Historia
W 2013 r. Dong został zastępcą dowódcy Floty Morza Wschodniego, w grudniu 2014 roku zastępcą szefa sztabu PLAN, a następnie w styczniu 2017 roku zastępcą dowódcy Dowództwa Teatru Południowego. W marcu 2021 roku został zastępcą dowódcy PLAN, a następnie w sierpniu 2021 roku jego dowódcą. We wrześniu 2021 został mianowany dowódcą Marynarki Wojennej PLA.
29 grudnia 2023 roku Stały Komitet Ogólnochińskiego Zgromadzenia Przedstawicieli Ludowych mianował Donga ministrem obrony narodowej . Był pierwszym ministrem obrony ze stażem w marynarce wojennej. Według politologa Wen-Ti Sunga wybór Donga na stanowisko ministra obrony mógł być oznaką trwających czystek w Siłach Rakietowych PLA i Departamencie Rozwoju Sprzętu Centralnej Komisji Wojskowej (CMC). W przeciwieństwie do swoich poprzedników Dong nie jest obecnie członkiem CMC, a zatem nie ma uprawnień decyzyjnych w ramach PLA.
31 stycznia 2024 Dong spotkał się z ministrem obrony Rosji Siergiejem Szojgu za pośrednictwem telekonferencji . Było to jego pierwsze międzynarodowe spotkanie. Podczas spotkania Dong stwierdził, że armie Rosji i Chin powinny wzmacniać wzajemne zaufanie i rozszerzać współpracę, aby podnieść relacje między obiema armiami na wyższy poziom.
31 maja 2024 r. Dong wziął udział w konferencji Shangri-La Dialogue w Singapurze, gdzie spotkał się z Sekretarzem Obrony Stanów Zjednoczonych Lloydem Austinem. Podczas spotkania, które było pierwszym spotkaniem Austina z chińskim odpowiednikiem, obaj przywódcy zgodzili się na wznowienie kontaktów wojskowych między oboma krajami.
14 października 2024 roku Dong spotkał się w Pekinie z ministrem obrony Rosji Andriejem Biełousowem. Wezwali oni obie strony do pogłębienia współpracy strategicznej i rozwijania stosunków wojskowych.